# Вімперґ

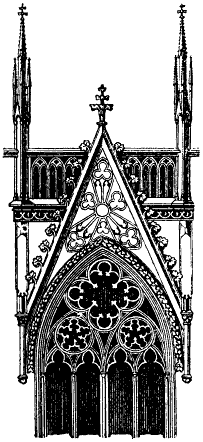
Вімперґ

Вімперґ або вімперг (нім. Wimpurg — вія ока) — гострокінцевий трикутний декоративний фронтон над стрілчастою аркою дверного або віконного прорізу в споруді, що часто застосовувався у ґотичній архітектурі Західної і Центральної Європи. Його поле багато прикрашалося ажурним різьбленням і скульптурними деталями, круті профільовані краї — крабами, а вершина — хрестоцвітом [порівняй щипець (габель)]. Бере походження від торців будинків з високими двосхилими дахами.

## Примітки

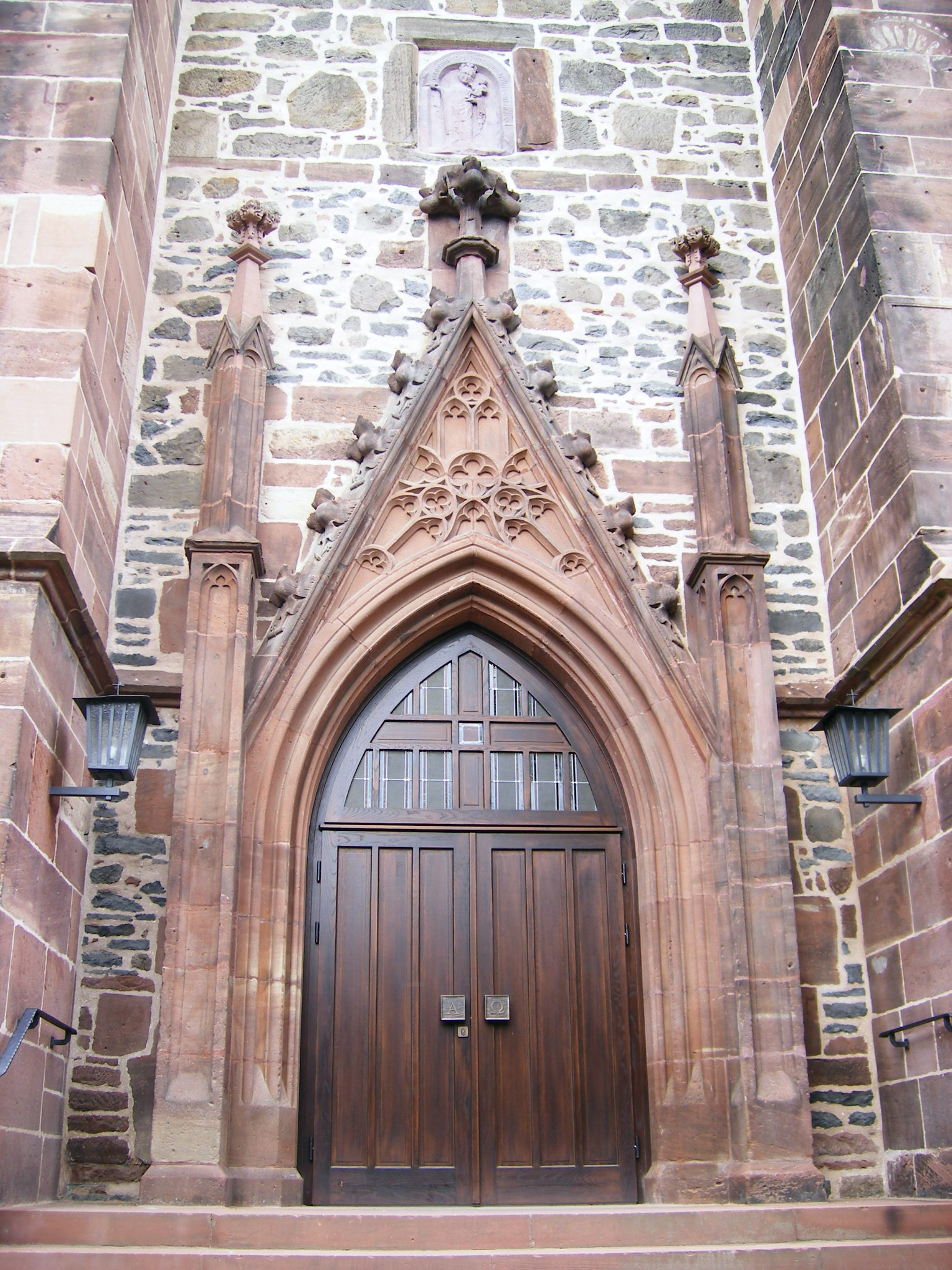